# Olamze
Olamzé est une commune du Cameroun située dans la région du Sud et le département de la Vallée-du-Ntem.

## Population
Lors du recensement de 2005, la commune comptait 8 518 habitants, dont 2 032 pour Olamze proprement dit.

## Structure administrative de la commune
Outre Olamze proprement dit, la commune comprend les villages suivants :
- Ata'a Ntem
- Bekue
- Bindoum
- Biyii
- Engolzok
- Eyinantoum
- Mbang
- Mbe
- Meka'a Minkoumou
- Mekomengona
- Meko'o Si
- Menguikom
- Meyo
- Mindjo Koumou
- Obang
- Olang
- Yos II

## Urbanisme et services publics
La localité dispose d'une centrale électrique isolée exploitée par Enéo d'une capacité installée de 200 kW.